# Qandoqlū
Qandoqlū (persiska: قندقلو, Fandoqlū) är en ort i Iran.   Den ligger i provinsen Östazarbaijan, i den nordvästra delen av landet, 400 km nordväst om huvudstaden Teheran. Qandoqlū ligger 1 889 meter över havet och antalet invånare är 326.
Terrängen runt Qandoqlū är kuperad åt sydväst, men åt nordost är den bergig. Runt Qandoqlū är det ganska glesbefolkat, med 40 invånare per kvadratkilometer. Närmaste större samhälle är Tark, 17,3 km söder om Qandoqlū. Trakten runt Qandoqlū består i huvudsak av gräsmarker.